# Franz Streitt
Franz Streitt (polnisch Franciszek Streitt; * 24. November 1839 in Brody, Galizien; † 29. Dezember 1890 in München) war ein in München tätiger polnischer Maler.

## Leben
Franz Streitt absolvierte 1854 die Realschule in Lemberg und studierte an der dortigen Technischen Hochschule. Von 1856 bis 1866 studierte er Malerei an der Kunsthochschule Krakau bei Władysław Łuszczkiewicz und Jan Matejko, danach von 1867 bis 1871 an der Akademie der bildenden Künste Wien bei Eduard von Engerth.
Nach dem Studium blieb er in Krakau und malte nach dem Vorbild seines Meisters Jan Matejko Historienbilder aus der Geschichte des Königreichs Polen.
1871 übersiedelte er nach München, gründete dort mit Antoni Kozakiewicz ein gemeinsames Atelier und wurde Mitglied der polnischen Künstlergruppe u. a. mit Józef Brandt und Alfred von Wierusz-Kowalski sowie des Münchner Kunstvereins. Er unternahm Studienreisen nach Galizien und Ungarn.
In München widmete er sich vorwiegend der Genremalerei aus dem Leben der galizischen Bauern und Zigeuner.
Seine Werke kamen in die Kunstsammlungen in Deutschland und Österreich, aber auch in Großbritannien und in den Vereinigten Staaten. Einige Bilder erschienen 1882 und 1886 in der Leipziger „Gartenlaube“.
Franz Streitt war mit der Malerin Maria Theresia Friedl verheiratet.

## Galerie

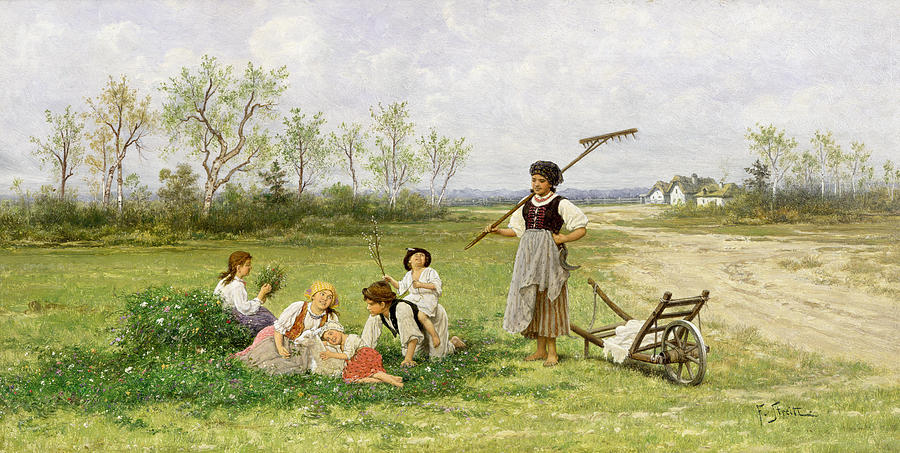
Mittagsrast
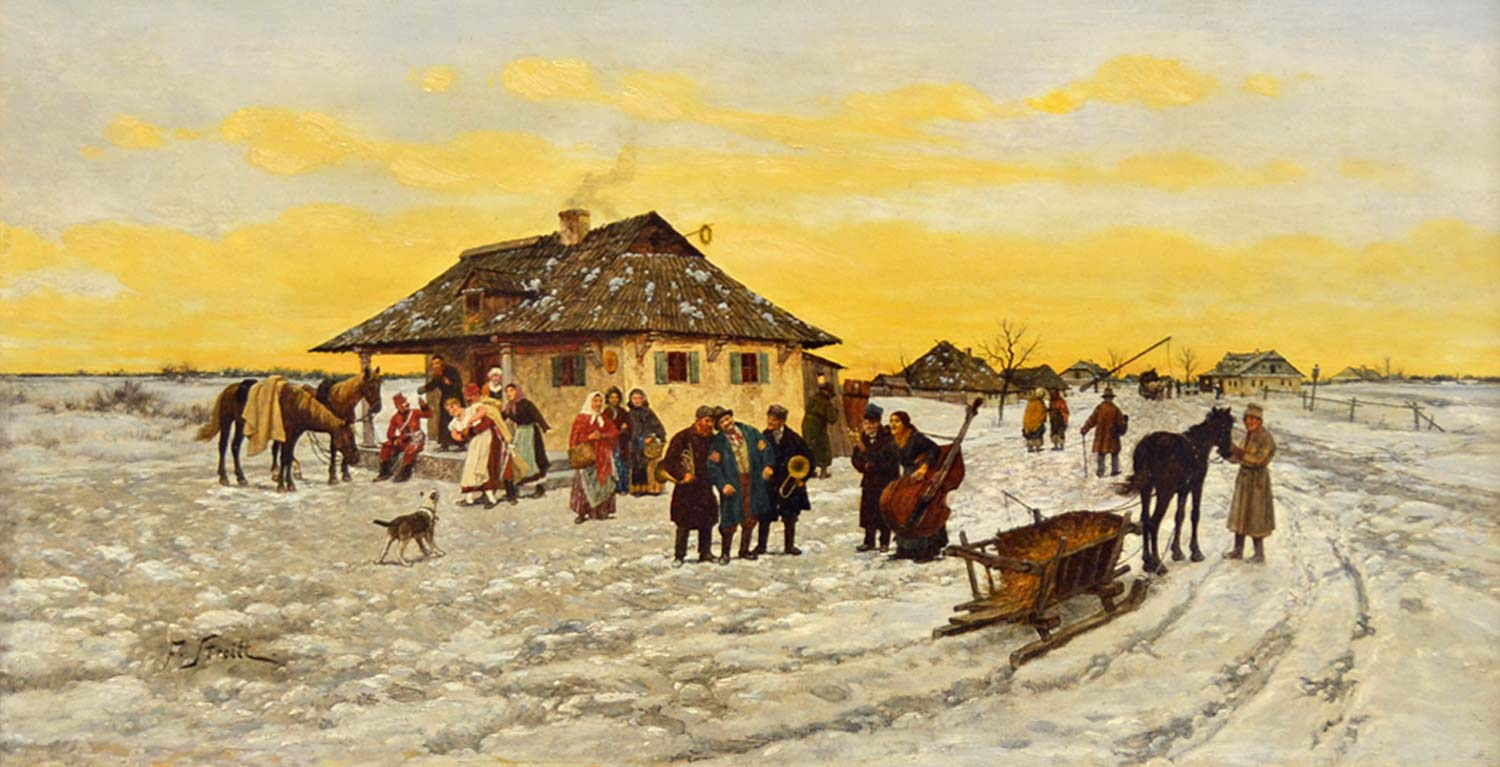
Dorfalltag
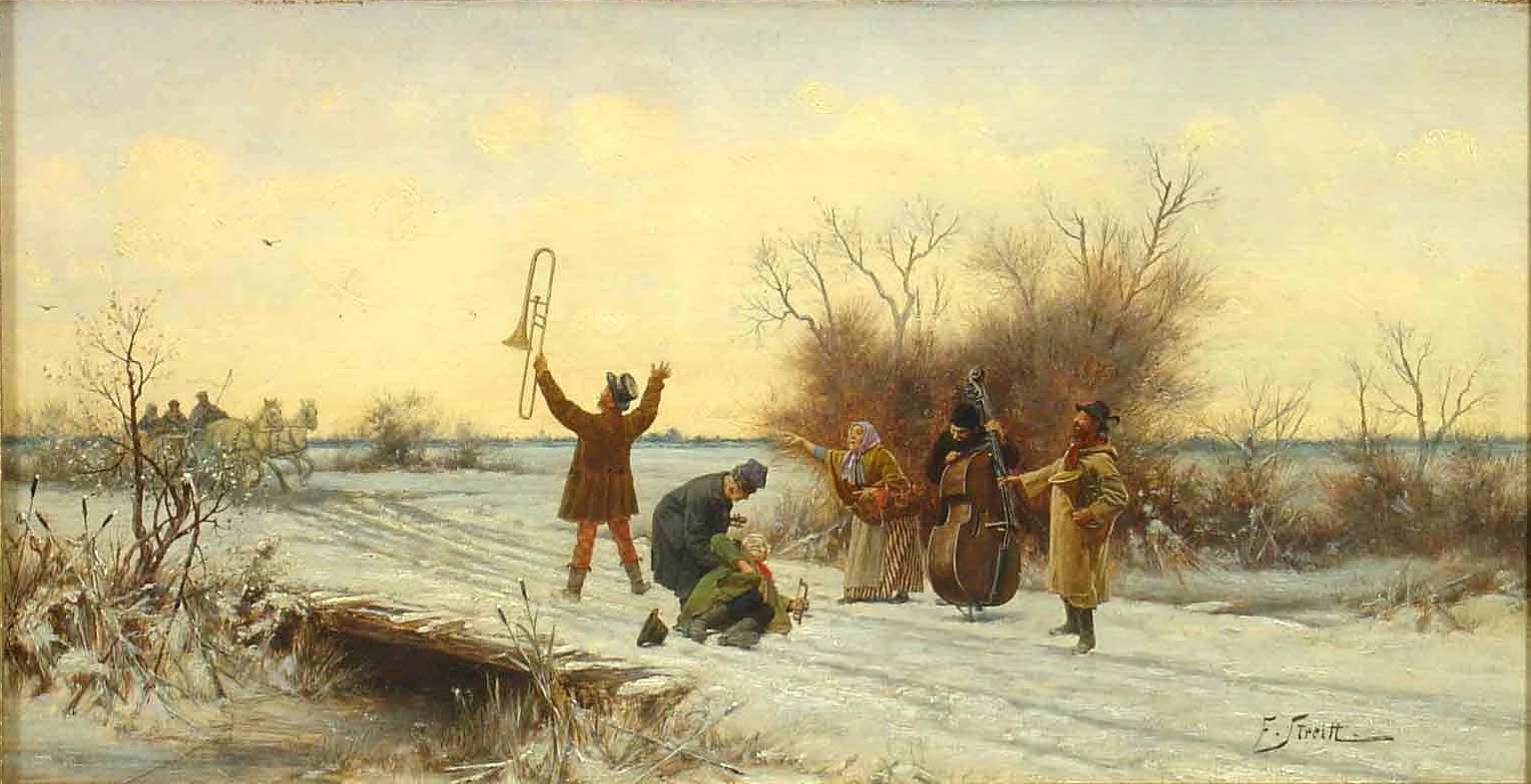
Dorfmusikanten unterwegs
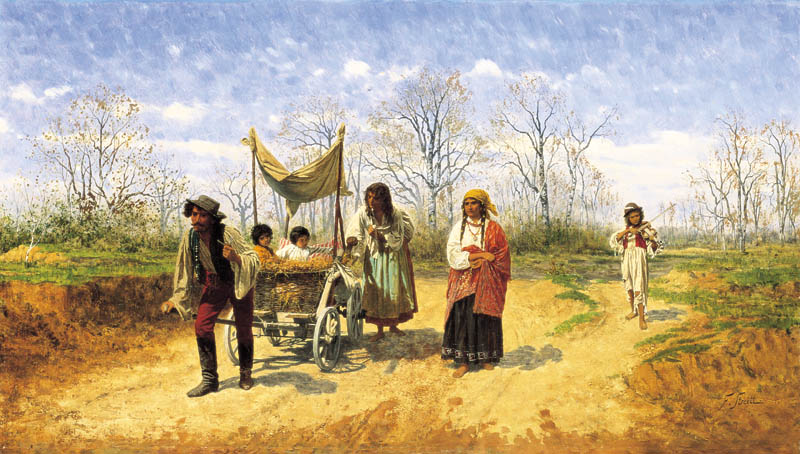
Fahrende Zigeuner